# BED-2
BED-2– газове родовище у західній пустелі Єгипта в басейні Абу-Ель-Гарадік. Наразі майже повністю випрацьоване.
Родовище відкрили у другій половині 1980-х років. Поклади газу виявились пов’язаними із крейдовим періодом та залягають переважно у пісковиках формації Бахарія, хоча газопрояви були також встановлені у формаціях Абу-Роаш (горизонти B, C, D, E, які відносяться до туронського ярусу, та сеноманський горизонт G) та Харіта. 
Родовище виявили на концесійній території Бадр-ед-Дін, інвестором для якої виступив нафтогазовий гігант Shell. За усталеним в Єгипті порядком, розробка відкритих за участі іноземних інвесторів родовищ провадиться через спеціально створені компанії-оператори, при цьому для BED-2 такою компанією виступає Badr Eldin Petroleum Company (BAPETCO).
Видобуток на BED-2 почався у 1992-му із розробки газового покладу у Бахарії. Після проходження через установку первинної підготовки продукція спрямовується по трубопроводу до розташованого за 22 км на схід виробничого комплексу родовища BED-3.
Починаючи з 2014 року потужності BED-2 задіяли у проекті розробки невеликого нафтового родовища BED 2 C6, яке розташоване за 6 км на північний схід та має поклад у горизонті Абу-Роаш Е.
Станом на кінець 2019 року накопичений видобуток із BED-2 становив 24,4 млрд м3 газу та 1,5 млн барелів рідких вуглеводнів. Залишкові запаси на ту ж дату оцінювались у 0,9 млрд м3 газу та 3,9 млн барелів.